# Andreas Fischer-Lescano
Andreas Fischer-Lescano (* 14. September 1972 in Bad Kreuznach) ist ein deutscher Rechtswissenschaftler. Er war 2008 bis 2022 Professor an der Universität Bremen mit den Forschungsschwerpunkten Öffentliches Recht, Europarecht, Völkerrecht, Rechtstheorie und Rechtspolitik. Im Jahr 2022 wechselte er an die Universität Kassel und übernahm dort die Professur im Fachgebiet Just Transitions. Im Januar 2025 wurde er als Richter am Bremer Staatsgerichtshof ernannt.

## Leben
Andreas Fischer-Lescano legte im Jahr 1992 am Gymnasium an der Stadtmauer im rheinland-pfälzischen Bad Kreuznach sein Abitur ab und studierte von 1994 bis 1999 Rechtswissenschaft und Philosophie an der Universität Tübingen, der Universität Göttingen, der Päpstlichen Universität Comillas in Madrid und der Universität Frankfurt am Main. Nachdem er das Erste Juristische Staatsexamen 1999 abgelegt hatte, leistete er das Referendariat in Frankfurt am Main und in São Paulo ab und war Mitarbeiter der Sozietät Hengeler Mueller. 2001 folgte dann das Zweite Juristische Staatsexamen. Er wurde an der Universität Frankfurt am Main im Jahr 2003 mit der Bestbewertung summa cum laude zum Dr. jur. promoviert.
Von 2001 bis 2004 war Fischer-Lescano als Wissenschaftlicher Mitarbeiter bei den Professoren Michael Bothe und Thomas Vesting an der Universität Frankfurt tätig. 2002 und 2003 studierte er am Europäischen Hochschulinstitut in Florenz und erlangte dort den Grad eines Master of Laws (LL.M). Von 2003 bis 2004 war er zudem projektgebundener Wissenschaftlicher Mitarbeiter am Max-Planck-Institut für ausländisches öffentliches Recht und Völkerrecht in Heidelberg. Danach war er von 2004 bis 2006 Wissenschaftlicher Mitarbeiter am Institut für Wirtschaftsrecht der Goethe-Universität Frankfurt am Main bei Gunther Teubner sowie Mitarbeiter an der Hessischen Stiftung Friedens- und Konfliktforschung (HSFK). Im Jahr 2006 wurde er Akademischer Rat an der Frankfurter Universität, 2007 folgte die Habilitation und die Verleihung der Lehrberechtigung für Öffentliches Recht, Europarecht, Völkerrecht und Rechtstheorie.
Im Wintersemester 2007/2008 hatte er eine Vertretungsprofessur für Öffentliches Recht an der Universität Bielefeld und im folgenden Sommersemester eine Vertretungsprofessur für Öffentliches Recht, Europarecht und Völkerrecht an der Universität Bremen inne. Seit dem Wintersemester 2008/2009 ist er ordentlicher Professor an der Universität Bremen und geschäftsführender Direktor des Zentrums für Europäische Rechtspolitik der Universität Bremen (ZERP). Zwischenzeitlich war er Studiendekan des Fachbereichs Rechtswissenschaft. Seit 2015 ist er Vorsitzender des Promotionsausschusses des Fachbereichs. Im September 2022 wechselte er an die Universität Kassel.
Fischer-Lescano, der nach dem Asylkompromiss im Jahr 1992 aus der SPD austrat, gehörte 2010 zu den Gründungsmitgliedern der politischen Denkfabrik Institut Solidarische Moderne (ISM). Er war Mitglied des Kuratoriums des ISM und gehört der Vereinigung der Deutschen Staatsrechtslehrer an. Fischer-Lescano engagiert sich daneben als Vertrauensdozent der Rosa-Luxemburg-Stiftung. Außerdem ist er Mitherausgeber der Kritische Justiz, der Zeitschrift für Ausländerrecht und Ausländerpolitik, der Schriften zum Migrationsrecht und der Schriften des ZERP.
Im September 2019 gehörte er zu den etwa 100 Staatsrechtslehrern, die sich mit dem offenen Aufruf zum Wahlrecht Verkleinert den Bundestag! an den Deutschen Bundestag wandten.
Fischer-Lescano wurde zum 1. Oktober 2022 auf die Professur für das Fachgebiet Just Transitions am Fachbereich Humanwissenschaften der Universität Kassel berufen.

## Kontroversen

### Luftangriff bei Kunduz
Fischer-Lescano vertritt die Ansicht, dass beim Luftangriff bei Kundus in Afghanistan am 4. September 2009 auf zwei von Taliban gestohlene Tanklastwagen die Beachtung der an die Bundeswehrsoldaten zu stellenden Sorgfaltsanforderungen zweifelhaft sei. Hintergrund ist die Schadensersatzklage des Fahrers einer der Tanklaster vor dem Landgericht in Bonn. Falls eine Verletzung der Einsatzregeln festgestellt und dies als Sorgfaltspflichtverletzung gewertet werde, könnte daraus eine Schadensersatzpflicht der Bundesrepublik resultieren. Derartige Schadensersatzverfahren könnten nach seiner Auffassung Anlass dazu sein, Auslandseinsätze der Bundeswehr grundsätzlich zu hinterfragen.

### Plagiatsvorwurf an Karl-Theodor zu Guttenberg
Im Februar 2011 warf Fischer-Lescano gemeinsam mit Felix Hanschmann, damals Europarechtler an der Universität Frankfurt am Main, am BVerfG mit Plagiatsfällen befasster Wissenschaftlicher Mitarbeiter und Koherausgeber der Kritischen Justiz, dem Bundesverteidigungsminister Karl-Theodor zu Guttenberg vor, seine Doktorarbeit Verfassung und Verfassungsvertrag. Konstitutionelle Entwicklungsstufen in den USA und der EU sei an mehreren Stellen „ein dreistes Plagiat“ und „eine Täuschung“. In einer Rezension zu Guttenbergs Dissertation für die Kritische Justiz hatte Fischer-Lescano nach einer Plagiatsprüfung mehrere längere Textstellen gefunden, die wortwörtlich aus den Werken anderer Autoren übernommen worden waren, ohne dass zu Guttenberg sie entsprechend gekennzeichnet hätte. Er kam zu dem Ergebnis, diese zögen sich durch die „gesamte Arbeit und durch alle inhaltlichen Teile“. Textpassagen seien unter anderem weitgehend wortgleich aus Zeitungsartikeln übernommen worden, die in der Neuen Zürcher Zeitung sowie in der Frankfurter Allgemeinen Zeitung erschienen waren. Die Universität Bayreuth entzog zu Guttenberg schließlich am 23. Februar 2011 den Doktorgrad. Guttenbergs Rücktritt als Bundesminister der Verteidigung folgte am 1. März 2011.

### Freihandelsabkommen
Im Oktober 2014 verfasste Andreas Fischer-Lescano zusammen mit Johan Horst im Auftrag von Attac ein juristisches Kurzgutachten zu den europa- und verfassungsrechtlichen Vorgaben für das Comprehensive Economic and Trade Agreement (CETA) zwischen der EU und Kanada. Sie kamen darin zu dem Ergebnis, dass CETA in mehrfacher Hinsicht sowohl gegen Europarecht als auch gegen das Grundgesetz verstoße. Einen im Februar 2015 vorgestellten Vorschlag der europäischen sozialdemokratischen Handelsminister zur Reform der Investitionsschutzvorschriften durch Einrichtung eines Investitionsgerichtshofes lehnte Fischer-Lescano als Stärkung der „Institutionen der Freihandelsideologie“ ab. Investitionsstreitigkeiten seien besser vor Menschenrechtsgerichtshöfen aufgehoben, wo ein ausgewogenerer Schutz des Eigentums zu erwarten sei.

### Reparationen an Griechenland
Zu der Frage der Reparationsforderungen Griechenlands gegenüber Deutschland hatte Andreas Fischer-Lescano im März 2015 die Ansicht vertreten, diese seien aus völkerrechtlicher Sicht durchaus berechtigt. Er kritisierte die „Schlussstrich-Politik“ der Bundesregierung und wies gegenüber der Deutschen Presse Agentur darauf hin, dass es nie eine abschließende Klärung dieser Frage gegeben habe. Der Zwei-plus-Vier-Vertrag schließe Reparationsforderungen nicht aus, weil Griechenland kein Vertragspartner gewesen sei. Die im Jahr 1942 erhobene Zwangsanleihe sei zurückzuzahlen. Auch eine teilweise Entschädigung sei denkbar, etwa die Einrichtung eines Fonds als Geste.

### Rechtsextremistische Richter
Im Februar 2022 vertrat Fischer-Lescano die Ansicht, die sächsische Justiz könne eine Rückkehr des wegen seines Bundestags-Mandats für die AfD beurlaubten und als rechtsextremistisch geltenden Richters Jens Maier in sein Richteramt verhindern. Eine Studie des Deutschen Instituts für Menschenrechte bestätigte das Ergebnis: Das Eintreten für rassistische und rechtsextremistische Positionen, wie sie von der AfD geäußert werden, sei mit der beamtenrechtlichen Treuepflicht nicht vereinbar. Das sächsische Staatsministerium der Justiz ließ hingegen ein Rechtsgutachten erstellen und widersprach der Ansicht. Fischer-Lescano vertrete „Rechtsansichten, [die sich mit] elementare Grundsätze des geltenden Richterrechts“ nicht in Einklang bringen ließen. Man sehe keinen rechtlichen Weg, nach geltendem Verfassungs-, Abgeordneten- und richterlichem Dienstrecht Maiers Rückkehranspruch in die sächsische Justiz abzulehnen. Die sächsische Justizministerin Katja Meier erklärte, sie habe „noch keinen anderen Wissenschaftler oder jemanden mit juristischem Sachverstand gehört, der die Meinung von Herrn Fischer-Lescano teilt.“ Am 12. Februar 2022 wurde bekannt, dass das Ministerium stattdessen plant, Maier nach Zuweisung zum Amtsgericht Dippoldiswalde umgehend in den Ruhestand zu versetzen. Das Vorgehen der sächsischen Justizministerin wurde vom Bundesgerichtshof als rechtmäßig eingestuft.

## Schriften (Auswahl)

### Monografien
- Globalverfassung. Die Geltungsbegründung der Menschenrechte. Velbrück Wissenschaft, Weilerswist 2005, ISBN 3-934730-88-4. (Zugleich juristische Dissertation, Universität Frankfurt am Main 2003).
- Regime-Kollisionen. Zur Fragmentierung des globalen Rechts. Gemeinsam mit Gunther Teubner. Suhrkamp, Frankfurt am Main 2006, ISBN 3-518-29403-2. (Suhrkamp-Taschenbuch Wissenschaft, Nr. 1803).
- Das Ganze des Rechts. Vom hierarchischen zum reflexiven Verständnis deutscher und europäischer Grundrechte. Duncker & Humblot, Berlin 2007, ISBN 978-3-428-12338-4. (Schriften zur Rechtstheorie, Bd. 232; mit: Ralph Christensen).
- Mit Kolja Möller: Der Kampf um globale soziale Rechte. Zart wäre das Gröbste. Reihe: Politik bei Wagenbach. Wagenbach Verlag. 2012. ISBN 978-3-8031-3641-1.
- Rechtskraft; Walther König 2013; ISBN 978-3-941360-29-7.

### Sonstiges
- Hegemonie gepanzert mit Zwang. Zivilgesellschaft und Politik im Staatsverständnis Antonio Gramscis; Staatsverständnisse Bd. 11; Baden-Baden: Nomos, 2007; (herausgegeben mit Sonja Buckel) ISBN 978-3-8329-2438-6.
- Guttenberg oder der „Sieg der Wissenschaft“?. In: Blätter für deutsche und internationale Politik. Februar 2012. S. 53–62.
- Der Staat der Klassengesellschaft. Rechts- und Sozialstaatlichkeit bei Wolfgang Abendroth; Staatsverständnisse Bd. 51; Baden-Baden: Nomos, 2012; (herausgegeben mit Joachim Perels und Thilo Scholle) ISBN 978-3-8329-6160-2.
- Kritische Systemtheorie: Zur Evolution einer normativen Theorie; Bielefeld: Transcript, 2013; (herausgegeben mit Marc Amstutz) ISBN 978-3-8376-2412-0.
- Recht und Politik globaler Sicherheit: Bestandsaufnahme und Erklärungsansätze; Frankfurt am Main/New York: Campus Verlag, 2013; (herausgeben mit Peter Mayer); ISBN 978-3-593-39334-6.
- Verfassungsmäßigkeit des Mindestlohns. Gemeinsam mit Ulrich Preis und Daniel Ulber. Nomos, Baden-Baden 2015, ISBN 978-3-8487-2135-1.
- mit Sonja Buckel, Ralph Christensen (Hrsg.): Neue Theorien des Rechts. 3. Auflage. Mohr Siebeck (utb), Tübingen 2020, ISBN 978-3-8252-5325-7.